# Дом на Телеграфном холме
«Дом на Телеграфном холме» (англ. The House on Telegraph Hill) — фильм нуар режиссёра Роберта Уайза, вышедший на экраны в 1951 году.
Фильм рассказывает об эмигрантке из Польши (Валентина Кортезе), которая в после освобождения из нацистского концентрационного лагеря выдаёт себя за свою умершую подругу, и после войны приезжает в Америку, рассчитывая вступить в наследство богатой тёти своей подруги. Она выходит замуж за опекуна несовершеннолетнего сына подруги (Ричард Бейсхарт), и вместе с ним переезжает в шикарный дом тёти, расположенный на Телеграфном холме в Сан-Франциско. Постепенно женщина начинает подозревать, что кто-то пытается убить её и сына.
Часть фильма снималась на натуре в Сан-Франциско, в том числе, непосредственно на Телеграфном холме. Для уличных съёмок фасада дома на Телеграфном холме был использован популярный ресторан Julius' Castle, который был соответствующим образом переоформлен художниками студии.
Наряду с такими картинами, как «Ребекка» (1940) и «Подозрение» (1941) Хичкока, «Газовый свет» (1944), «Тёмные воды» (1944), «Винтовая лестница» (1945), «Меня зовут Джулия Росс» (1945) и «Тайна за дверью» (1947) фильм относится к субжанру «готического нуара», большая часть которого протекает в старом особняке и связана с мотивом угрозы жизни главной героини.
В 1952 году художники фильма Лайл Уилер, Джон ДеКьюр, Томас Литтл и Пол С. Фокс были удостоены номинации на Оскар за лучшую художественную постановку.

## Сюжет
Фильм открывается кадрами, показывающими шикарный викторианский особняк на Телеграфном холме в Сан-Франциско. Закадровым голосом героини фильма, Виктории Кавельска (Валентина Кортезе) говорится, что это тот самый дом на Телеграфном холме, в котором она надеялась найти покой и достаток, и который теперь выставлен на продажу. Далее Виктория вспоминает, с чего начиналась вся эта история…
Одиннадцать лет назад, в 1939 году в Польше наступающие немецкие войска уничтожили дом Виктории около Варшавы, убили её мужа, а сама Виктория была помещена в нацистский концентрационный лагерь Берген-Бельзен в Германии.
В лагере Виктория сближается с другой польской заключённой, болезненной и истощавшей женщиной Карин Дернаковой (Наташа Лайтесс), в отличие от которой Виктория полна жизненной силы и решимости преодолеть все трудности. После того, как Виктория защищает Карин от попытки другой заключённой обворовать её, Карин приглашает подругу после освобождения поехать вместе с ней к её тёте Софии в Сан-Франциско. По словам Карин, тётя София происходит из благородной семьи, в 1904 году она уехала в США, успешно вышла там замуж и живёт в богатом доме. Перед самым началом войны Карин отправила к тёте Софии своего юного сына Кристофера (Гордон Геберт), и теперь мечтает только о том, чтобы воссоединиться с ним.
За три дня до того, как американские войска освобождают лагерь, Карин умирает на руках у Виктории, которая решает воспользоваться этой ситуацией. Виктория забирает себе документы Карин, рассчитывая таким образом перебраться в Америку. После её освобождения из лагеря с Викторией, выдающей себя за Карин, проводит собеседование дружелюбный американский майор Марк Беннетт (Уильям Ландигэн), который устраивает её в лагерь для лиц, потерявших жильё во время войны. Из лагеря Виктория, уже как Карин, пишет письмо тёте Софии, но в ответ приходит телеграмма от нью-йоркского адвоката Джозефа С. Каллагана, в которой сообщается, что тётя София умерла.
Четыре года спустя Виктория-Карин, на пароходе для беженцев, отправленном ООН, добирается до Нью-Йорка. Она приходит к адвокату Каллагану, чтобы узнать судьбу наследства тёти Софии, где адвокат знакомит её с Аланом Спендером (Ричард Бейсхарт), дальним родственником Софии. Каллаган сообщает ей, что всё своё значительное состояние София завещала Кристоферу, а Алан был назначен его опекуном, так как родители мальчика были признаны умершими во время войны. Когда Виктория объявляет, что будет бороться за своего сына и за восстановление своих прав, Алан, чувствуя её решимость, смягчается и говорит, что они, наверняка, найдут приемлемое решение. Алан приглашает женщину в ресторан, начинает ухаживать за ней, и вскоре делает ей предложение. Заключив, что в её положении лучшим решением было бы выйти замуж за американца, Виктория даёт согласие.
Сразу после свадьбы молодая пара отправляется в Сан-Франциско, где собирается жить в доме тёте Софии, расположенном на Телеграфном холме, возвышающемся над городом. В доме Виктория встречает своего «сына» Кристофера, подростка 12-13 лет, который не сомневается в том, что она его истинная мать, а также гувернантку Маргарет (Фэй Бейкер), которая воспитывала Кристофера все эти годы и очень привязана к нему.
Виктория быстро находит общий язык с Кристофером, хотя между ней и Маргарет возникает некоторая напряжённость в отношении того, кто несёт ответственность за воспитание ребёнка. Однажды во время игры в бейсбол во дворе дома Виктория замечает в кустах разрушенный и заброшенный игрушечный дом. По словам Кристофера, дом был разрушен в результате небольшого взрыва, который случайно устроил сам Кристофер с помощью игрушечного набора для химика. Виктория направляется к Маргарет, чтобы выяснить у неё, что произошло в домике. Зайдя в комнату гувернантки, она видит у неё на столе закрытый на замочек толстый семейный альбом. Когда Виктория пытается его открыть, входит Маргарет, говоря, что этот альбом ей оставила тётя София, и называет Викторию «незваным гостем». После этих слов Виктория объявляет, что увольняет Маргарет. Однако вернувшийся с работы Алан смягчает конфликт и оставляет Маргарет в доме. Из разговора с Аланом Виктория понимает, что мужу известно о том, что в игрушечном доме был взрыв, хотя ни Кристофер, ни Маргарет ему об этом не говорили.
Некоторое время спустя Виктория случайно встречает на овощном рынке майора Марка Беннетта, который когда-то проводил с ней собеседование в концентрационном лагере. Выясняется, что Марк учился в одной школе с её мужем, и кроме того является партнёром в юридической фирме, которая вела дела тёти Софии.
Исследуя игрушечный дом изнутри, Виктория обнаруживает в его полу огромную дыру от взрыва, сквозь которую можно провалиться на несколько десятков метров, так как домик установлен на краю скалы и нависает над городской улицей. В этот момент в домик заходит Алан, жёстко спрашивая супругу, что она здесь делает. Виктория начинает пятиться назад и в итоге проваливается в дыру, но Алан успевает падать ей руку и спасти. Хотя Алан пытается утешить её, подозрительность Виктории в отношении мужа растёт.
Однажды, когда Виктория собирается поехать с Кристофером в город на машине, Маргарет в последний момент не отпускает его, говоря, что он сначала должен убрать свою комнату. Виктория едет одна, и вскоре замечает, что у машины не действуют тормоза. Разогнавшись с горы, машина Виктории несётся по холмистым улицам Сан-Франциско, но, к счастью, налетает на кучу строительного песка, заваливается на бок и останавливается. Виктория остаётся целой и невредимой, однако после этого случая она решает поделиться своими подозрениями в отношении Алана с Марком, говоря ему, что аварию мог подстроить Алан, чтобы, убив её и Кристофера, получить в собственность всё наследство Софии.
Первоначально Марк сомневается в её словах, однако с помощью механика решает выяснить причину поломки тормозов. Механик говорит, что у машины оторвался тормозной шланг, однако, невозможно определённо заключить, произошло ли это в результате естественных причин или кто-то оторвал его намеренно. Не успокоившись, ночью Виктория идёт в гараж, где обнаруживает большое пятно какой-то тёмной жидкости на том месте, где стояла её машина, а в машине Алана она находит его перчатки, испачканные чем-то чёрным. Однако проведённая с помощью Марка экспертиза показывает, что перчатки были испачканы обычными чернилами.
Во время очередной встречи Марк признаётся Виктории в любви. Она, в свою очередь, признаётся ему, кто она на самом деле. Лично повидав многих несчастных людей в концентрационных лагерях, Марк с сочувствием относится к её стремлению добиться лучшей жизни, однако считает, что эмоциональная травма, полученная от пребывания в лагере, не даёт ей возможность объективно оценивать ситуацию. Тем не менее, Марк продолжает помогать Виктории, выясняя в своём офисе, что его фирма не отправляла никому никакой телеграммы о смерти Софии.
Виктория ведёт себя всё более подозрительно в присутствии Алана. Она неловко объясняет ему своё присутствие в офисном здании, где расположена юридическая контора Марка, а также постоянно ссылается на головную боль, чтобы избежать общения с Аланом наедине.
Однажды, когда Маргарет отправляется с Кристофером на бейсбольный матч, Виктория заходит в её комнату, с помощью ножниц вскрывает замок на альбоме тёти Софии, где среди прочих материалов находит газетную вырезку с некрологом о смерти Софии. Сравнив дату некролога с датой полученной ей телеграммы о смерти Софии, Виктория выясняет, что телеграмма был отправлена за четыре дня до её смерти. Это обстоятельство ещё более усиливает подозрение Виктории в отношении Алана.
Вечером после ужина Виктория, сославшись на головную боль, уходит в библиотеку, рассчитывая оттуда дозвониться до Марка и узнать, кто поручал Каллагану посылать телеграмму о смерти тёти Софии. Однако Алан следует за женой сначала в библиотеку, а затем и в спальню.
Перед сном Виктория и Алан обычно выпивают по стакану апельсинового сока. Алан приносит Виктории стакан сока и уговаривает её выпить, однако Виктория, опасаясь, что он может быть отравлен, отказывается пить, говоря, что он горчит, а затем порывается снова спуститься в библиотеку якобы за забытой там книгой. Однако Алан вызывается сам принести ей книгу. Пока Алан отсутствует, Виктория пытается по телефону связаться с Марком через оператора. Алан снимает трубку в библиотеке и слышит это, после чего кладёт трубку рядом с аппаратом. Вернувшись в спальню, Алан снова уговаривает жену выпить сок, и, показывая ей пример, наливает себе стакан сока из графина и выпивает его, утверждая, что сок совершенно нормальный. После этого и Виктория выпивает сок из своего стакан.
Уверенный в том, что Виктория выпила сок, в который он добавил смертельную дозу седативных средств, и через несколько минут она умрёт, Алан рассказывает ей, что произошёл из бедной семьи, и ему надоело постоянно от кого-то зависеть и жить бедным родственником при тёти Софии. Он решил завладеть всем её богатством. Когда стало известно о том, что мать Кристофера жива, Алан отправил ей телеграмму о смерти тёти Софии, а затем отравил тётю Софию, после чего решил убить и Кристофера, устроив взрыв в игрушечном домике. После появления Виктории, он решил уничтожить её вместе с Кристофером, испортив у машины тормоза. Теперь же, как он полагает, ему, наконец, удалось убрать Викторию, а с Кристофером он расправиться позже, так как до его совершеннолетия осталось ещё несколько лет.
После таких откровений Алана, Виктория ошеломляет его новостью, что это не она, а он выпил отравленный сок. Пока он ходил в библиотеку за книгой, Виктория налила себе из графина сок в другой стакан, а содержимое своего стакана вылила в графин, откуда налил себе сок Алан.
Виктория пытается дозвониться до врача, но линия занята. Тогда истекающий потом Алан бросается к Маргарет, убеждая её, что Виктория его отравила. Он клянётся в любви к Маргарет и в том, что они будут вместе, и просит её спуститься в библиотеку, где с телефона снята трубка, и срочно вызвать врача. Когда Маргарет узнаёт, что Алан пытался убить Кристофера, которого она искренне любит, она отказывается ему помогать, утверждая, что телефон не работает. Шатаясь, Алан выбегает на лестницу и падает.
Вскоре прибывает полиция вместе с Марком, который стал волноваться, что телефон в доме слишком долго занят и заподозрил что-то неладное. Полиция увозит Маргарет для допроса, подозревая её в том, что она умышленно не вызвала врача умирающему Алану, при этом Виктория, сочувствуя гувернантке, пытается её оправдать.
Марк увозит Викторию и Кристофера к себе домой, и перед отъездом Виктория на минуту задерживается у портрета тёти Софии, таким образом выражая ей свою признательность.

## В ролях
- Ричард Бейсхарт — Алан Спендер
- Валентина Кортезе — Виктория Кавельска
- Уильям Ландигэн — майор Марк Беннетт
- Фэй Бейкер — Маргарет
- Гордон Геберт — Кристофер
- Стивен Герей — доктор Буркхардт

## Создатели фильма и исполнители главных ролей
Роберт Уайз начинал свою режиссёрскую карьеру как постановщик фильмов ужасов продюсера Вэла Льютона, таких как «Проклятие людей-кошек» (1944) и «Похититель тел» (1945), после чего поставил несколько фильмов нуар, среди них «Рождённый убивать» (1947), «Подстава» (1949), «Город в плену» (1952) и «Ставки на завтра» (1959). Позднее известность Уайзу принесли фантастический фильм «День, когда Земля остановилась» (1951) и фильм ужасов «Призрак дома на холме» (1963), а также музыкальные мелодрамы «Вестсайдская история» (1961) и «Звуки музыки» (1965), два последних фильма принесли ему по два Оскара — как лучшему режиссёру и за лучший фильм.
В начале своей карьеры Ричард Бейсхарт сыграл в таких фильмах нуар, как «Он бродил по ночам» (1948), «Напряжённость» (1949), «За стеной» (1950) и «Четырнадцать часов» (1951). В 1950-е годы он снялся в двух фильмах Федерико Феллини — «Дорога» (1954) и «Мошенники» (1955), после чего вернулся в США, сыграв в картине Джона Хьюстона «Моби Дик» (1956). Итальянская актриса Валентина Кортезе начинала карьеру на родине в начале 1940-е годов, сыграв различные роли более чем в 20 фильмах. В конце 1940-х годов она стала сниматься и в США, сыграв, в частности в фильме нуар «Воровское шоссе» (1949) и в исторической мелодраме «Чёрная магия» (1949). Позднее Кортезе сыграла в мелодраме Микеланджело Антониони «Подруги» (1955), джалло Марио Бавы «Девушка, которая слишком много знала» (1963), фэнтези-мелодраме Федерико Феллини «Джульетта и духи» (1965) и в драме Франсуа Трюффо «Американская ночь» (1973), работа а которой принесла актрисе номинацию на Оскар за лучшую роль второго плана.
Бейсхарт и Кортезе познакомились во время работы над этим фильмом, они полюбили друг друга и вскоре поженились. Они в прожили в браке до 1960 года, у них родился один сын, впоследствии ставший актёром.

## Оценка фильма критикой

### Общая оценка фильма
После выхода фильма на экраны журнал «Variety» дал ему умеренно положительную оценку, назвав «медленной, но интересной мелодрамой о психопатическом убийце, которая в качестве места действия использует необычные жилые районы на холмах Сан-Франциско». Журнал отмечает, что в картине «хорошо поддерживаются зловещее настроение и повышенная напряжённость, а Бейсхарт и Кортезе своей игрой обеспечивают драме убедительность».
Позднее Крейг Батлер пришёл к заключению, что хотя фильм и «не дотягивает до уровня первоклассного триллера, тем не менее, он содержит несколько превосходных моментов, и заслуживает внимания со стороны поклонников жанра». Батлер считает, что слабым местом картины «как это часто бывает, является сценарий. Фильм такого плана должен быть идеально выстроен, где каждая сцена несёт свой смысл или служит определённой цели, однако он не должен делать это настолько очевидно». По мнению Батлера, «ошибкой было начинать фильм с увлекательной посылки — выжившая в нацистском концентрационном лагере героиня выдаёт себя за умершую подругу по лагерю — которая так и не получает никакого развития; через 20 с небольшим минут эта завязка уже не имеет никакого значения для сюжета, разве что придаёт героине тайну, которая в любой момент может оказаться для неё разрушительной». Но, резюмирует Батлер, «несмотря на недостатки сценария, фильм тем не менее предлагает несколько увлекательных моментов благодаря актёрам и режиссёрской работе, а также монтажу», особенно выделив качественный монтаж сцены с несущейся без тормозов машиной. По его словам, «далёкий от совершенства, фильм тем не менее достаточно занимателен».
По мнению Денниса Шварца, «Роберт Уайз умело ставит этот готический фильм нуар, погружённая в жуткую атмосферу история которого во многом напоминает „Газовый свет“ и „Подозрение“, но не столь хороша; он использует тот же стиль, что и „Винтовая лестница“». Шварц выделяет в картине «строгую чёрно-белую операторскую работу Люсьена Балларда, хорошую актёрскую игру (особенно, со стороны Бейсхарта) и увлекательные сюжетные повороты», что позволяет «удерживать внимание зрителя даже несмотря на медленный ход повествования».

### Оценка режиссёрской работы и актёрской игры
Как отмечает Батлер, «постановка Роберта Уайза не прикрывает дыр в сценарии, но удачно играет на его сильных сторонах, и некоторые фрагменты картины удаются ему достаточно хорошо,… а актёры, особенно исполнители главных ролей Валентина Кортезе, Ричард Бейсхарт и Фэй Бейкер выдают игру, которая делает фильм достойным просмотра».